# Kolonia Pliszczyn
Kolonia Pliszczyn – kolonia w Polsce położona w województwie lubelskim, w powiecie lubelskim, w gminie Wólka.
W latach 1975–1998 miejscowość należała administracyjnie do województwa lubelskiego.
Przed 2023 r. miejscowość była częścią wsi Pliszczyn.
Miejscowość stanowi sołectwo gminy Wólka.
W spisie powszechnym z roku 1921 Pliszczyn występuje jako: Pliszczyn folwark – posiadał wówczas 7 domów i 147 mieszkańców, Plisznyn kolonia posiadał 7 domów i 67 mieszkańców, Pliszczyn wieś spisano 63 domy i 363 mieszkańców.